# Lista de finais em duplas mistas do US Open
Esta é a lista de finais em duplas mistas do US Open.
O período de 1892–1967 refere-se à era amadora, sob o nome de U.S. National Championships. O US Open, a partir de 1968, refere-se à era profissional ou aberta.

## Por ano

### Era aberta
| Ano                                                                     | Campeões                                | Vice-campeões                                  | Resultado         | Piso |
| ----------------------------------------------------------------------- | --------------------------------------- | ---------------------------------------------- | ----------------- | ---- |
| 2024                                                                    | Sara Errani Andrea Vavassori            | Taylor Townsend Donald Young                   | 7–60, 7–5         |      |
| 2023                                                                    | Anna Danilina Harri Heliövaara          | Jessica Pegula Austin Krajicek                 | 6–3, 6–4          |      |
| 2022                                                                    | Storm Sanders John Peers                | Kirsten Flipkens Édouard Roger-Vasselin        | 4–6, 6–4, [10–7]  |      |
| 2021                                                                    | Desirae Krawczyk Joe Salisbury          | Giuliana Olmos Marcelo Arévalo                 | 7–5, 6–2          |      |
| Torneio de mistas não realizado em 2020, devido à pandemia de COVID-19. |                                         |                                                |                   |      |
| 2019                                                                    | Bethanie Mattek-Sands Jamie Murray      | Chan Hao-ching Michael Venus                   | 6–2, 6–3          |      |
| 2018                                                                    | Bethanie Mattek-Sands Jamie Murray      | Alicja Rosolska Nikola Mektić                  | 2–6, 6–3, [11–9]  |      |
| 2017                                                                    | Martina Hingis Jamie Murray             | Chan Hao-ching Michael Venus                   | 6–1, 4–6, [10–8]  |      |
| 2016                                                                    | Laura Siegemund Mate Pavić              | Coco Vandeweghe Rajeev Ram                     | 6–4, 6–4          |      |
| 2015                                                                    | Martina Hingis Leander Paes             | Bethanie Mattek-Sands Sam Querrey              | 6–4, 3–6, [10–7]  |      |
| 2014                                                                    | Sania Mirza Bruno Soares                | Abigail Spears Santiago González               | 6–1, 2–6, [11–9]  |      |
| 2013                                                                    | Andrea Hlaváčková Max Mirnyi            | Abigail Spears Santiago González               | 7–65, 6–3         |      |
| 2012                                                                    | Ekaterina Makarova Bruno Soares         | Květa Peschke Marcin Matkowski                 | 6–7, 6–1, [12–10] |      |
| 2011                                                                    | Melanie Oudin Jack Sock                 | Gisela Dulko Eduardo Schwank                   | 7–6, 4–6, [10–8]  |      |
| 2010                                                                    | Liezel Huber Bob Bryan                  | Květa Peschke Aisam-ul-Haq Qureshi             | 6–4, 6–4          |      |
| 2009                                                                    | Carly Gullickson Travis Parrott         | Cara Black Leander Paes                        | 6–2, 6–4          |      |
| 2008                                                                    | Cara Black Leander Paes                 | Liezel Huber Jamie Murray                      | 7–66, 6–4         |      |
| 2007                                                                    | Victoria Azarenka Max Mirnyi            | Meghann Shaughnessy Leander Paes               | 6–4, 7–66         |      |
| 2006                                                                    | Martina Navrátilová Bob Bryan           | Květa Peschke Martin Damm                      | 6–2, 6–3          |      |
| 2005                                                                    | Daniela Hantuchová Mahesh Bhupathi      | Katarina Srebotnik Nenad Zimonjić              | 6–4, 6–2          |      |
| 2004                                                                    | Vera Zvonareva Bob Bryan                | Alicia Molik Todd Woodbridge                   | 6–3, 6–4          |      |
| 2003                                                                    | Katarina Srebotnik Bob Bryan            | Lina Krasnoroutskaya Daniel Nestor             | 5–7, 7–5, 7–65    |      |
| 2002                                                                    | Lisa Raymond Mike Bryan                 | Katarina Srebotnik Bob Bryan                   | 7–6, 7–6          |      |
| 2001                                                                    | Rennae Stubbs Todd Woodbridge           | Lisa Raymond Leander Paes                      | 6–4, 5–7, 7–6     |      |
| 2000                                                                    | Arantxa Sánchez Vicario Jared Palmer    | Anna Kournikova Max Mirnyi                     | 6–4, 6–3          |      |
| 1999                                                                    | Ai Sugiyama Mahesh Bhupathi             | Kimberly Po Donald Johnson                     | 6–4, 6–4          |      |
| 1998                                                                    | Serena Williams Max Mirnyi              | Lisa Raymond Patrick Galbraith                 | 6–2, 6–2          |      |
| 1997                                                                    | Manon Bollegraf Rick Leach              | Mercedes Paz Pablo Albano                      | 3–6, 7–5, 7–63    |      |
| 1996                                                                    | Lisa Raymond Patrick Galbraith          | Manon Bollegraf Rick Leach                     | 7–6, 7–6          |      |
| 1995                                                                    | Meredith McGrath Matt Lucena            | Gigi Fernández Cyril Suk                       | 6–4, 6–4          |      |
| 1994                                                                    | Elna Reinach Patrick Galbraith          | Jana Novotná Todd Woodbridge                   | 6–2, 6–4          |      |
| 1993                                                                    | Helena Suková Todd Woodbridge           | Martina Navrátilová Mark Woodforde             | 6–3, 7–6          |      |
| 1992                                                                    | Nicole Provis Mark Woodforde            | Helena Suková Tom Nijssen                      | 4–6, 6–3, 6–3     |      |
| 1991                                                                    | Manon Bollegraf Tom Nijssen             | Arantxa Sánchez Vicario Emilio Sánchez Vicario | 6–2, 7–6          |      |
| 1990                                                                    | Elizabeth Sayers Smylie Todd Woodbridge | Natalia Zvereva Jim Pugh                       | 6–4, 6–2          |      |
| 1989                                                                    | Robin White Shelby Cannon               | Meredith McGrath Rick Leach                    | 3–6, 6–2, 7–5     |      |
| 1988                                                                    | Jana Novotná Jim Pugh                   | Elizabeth Sayers Smylie Patrick McEnroe        | 7–5, 6–3          |      |
| 1987                                                                    | Martina Navrátilová Emilio Sánchez      | Betsy Nagelsen Paul Annacone                   | 6–4, 6–7, 7–6     |      |
| 1986                                                                    | Raffaella Reggi Sergio Casal            | Martina Navrátilová Peter Fleming              | 6–4, 6–4          |      |
| 1985                                                                    | Martina Navrátilová Heinz Günthardt     | Elizabeth Sayers Smylie John Fitzgerald        | 6–3 6–4           |      |
| 1984                                                                    | Manuela Maleeva Tom Gullikson           | Elizabeth Sayers Smylie John Fitzgerald        | 2–6, 7–5, 6–4     |      |
| 1983                                                                    | Elizabeth Sayers Smylie John Fitzgerald | Barbara Potter Ferdi Taygan                    | 3–6, 6–3, 6–4     |      |
| 1982                                                                    | Anne Smith Kevin Curren                 | Barbara Potter Ferdi Taygan                    | 6–7, 7–6, 7–6     |      |
| 1981                                                                    | Anne Smith Kevin Curren                 | JoAnne Russell Steve Denton                    | 6–4, 7–6          |      |
| 1980                                                                    | Wendy Turnbull Marty Riessen            | Betty Stöve Frew McMillan                      | 7–5, 6–2          |      |
| 1979                                                                    | Greer Stevens Bob Hewitt                | Betty Stöve Frew McMillan                      | 6–3, 7–5          |      |
| 1978                                                                    | Betty Stöve Frew McMillan               | Billie Jean King Ray Ruffels                   | 6–3, 7–6          |      |
| 1977                                                                    | Betty Stöve Frew McMillan               | Billie Jean King Vitas Gerulaitis              | 6–2, 3–6, 6–3     |      |
| 1976                                                                    | Billie Jean King Phil Dent              | Betty Stöve Frew McMillan                      | 3–6, 6–2, 7–5     |      |
| 1975                                                                    | Rosie Casals Dick Stockton              | Billie Jean King Fred Stolle                   | 6–3, 7–6          |      |
| 1974                                                                    | Pam Teeguarden Geoff Masters            | Chris Evert Jimmy Connors                      | 6–1, 7–6          |      |
| 1973                                                                    | Billie Jean King Owen Davidson          | Margaret Court Marty Riessen                   | 6–3, 3–6, 7–6     |      |
| 1972                                                                    | Margaret Court Marty Riessen            | Rosie Casals Ilie Năstase                      | 6–3, 7–5          |      |
| 1971                                                                    | Billie Jean King Owen Davidson          | Betty Stöve Bob Maud                           | 6–3, 7–5          |      |
| 1970                                                                    | Margaret Court Marty Riessen            | Judy Tegart Dalton Frew McMillan               | 6–4, 6–4          |      |
| 1969                                                                    | Margaret Court Marty Riessen            | Françoise Durr Dennis Ralston                  | 6–4, 7–5          |      |
| 1968                                                                    | Mary-Ann Eisel Peter Curtis             | Tory Fretz Gerry Perry                         | 6–4, 7–5          |      |

### Era amadora
| Ano  | Campeões                                    | Vice-campeões                              | Resultado       | Piso |
| ---- | ------------------------------------------- | ------------------------------------------ | --------------- | ---- |
| 1967 | Billie Jean King Owen Davidson              | Rosie Casals Stan Smith                    | 6–3, 6–2        |      |
| 1966 | Donna Floyd Fales Owen Davidson             | Carol Aucamp Ed Rubinoff                   | 6–1, 6–3        |      |
| 1965 | Margaret Court Fred Stolle                  | Judy Tegart Frank Froehling                | 6–2, 6–2        |      |
| 1964 | Margaret Court John Newcombe                | Judy Tegart Ed Rubinoff                    | 10–6, 4–6, 6–3  |      |
| 1963 | Margaret Court Ken Fletcher                 | Judy Tegart Ed Rubinoff                    | 3–6, 8–6, 6–2   |      |
| 1962 | Margaret Court Fred Stolle                  | Lesley Turner Bowrey Frank Froehling       | 7–5, 6–2        |      |
| 1961 | Margaret Court Bob Mark                     | Darlene Hard Dennis Ralston                | default         |      |
| 1960 | Margaret Osborne duPont Neale Fraser        | Maria Esther Bueno Antonio Palafox         | 6–3, 6–2        |      |
| 1959 | Margaret Osborne duPont Neale Fraser        | Janet Hopps Bob Mark                       | 7–5, 13–15, 6–2 |      |
| 1958 | Margaret Osborne duPont Neale Fraser        | Maria Esther Bueno Alex Olmedo             | 6–3, 3–6, 9–7   |      |
| 1957 | Althea Gibson Kurt Nielsen                  | Darlene Hard Bob Howe                      | 6–3, 9–7        |      |
| 1956 | Margaret Osborne duPont Ken Rosewall        | Darlene Hard Lew Hoad                      | 9–7, 6–1        |      |
| 1955 | Doris Hart Vic Seixas                       | Shirley Fry Lew Hoad                       | 9–7, 6–1        |      |
| 1954 | Doris Hart Vic Seixas                       | Margaret Osborne duPont Ken Rosewall       | 4–6, 6–1, 6–1   |      |
| 1953 | Doris Hart Vic Seixas                       | Julia Ann Sampson Rex Hartwig              | 6–2, 4–6, 6–4   |      |
| 1952 | Doris Hart Frank Sedgman                    | Thelma Long Lew Hoad                       | 6–3, 7–5        |      |
| 1951 | Doris Hart Frank Sedgman                    | Shirley Fry Mervyn Rose                    | 6–3, 6–2        |      |
| 1950 | Margaret Osborne duPont Ken McGregor        | Doris Hart Frank Sedgman                   | 6–4, 3–6, 6–3   |      |
| 1949 | Louise Brough Clapp Eric Sturgess           | Margaret Osborne duPont William F. Talbert | 4–6, 6–3, 7–5   |      |
| 1948 | Louise Brough Clapp Thomas Brown            | Margaret Osborne duPont William F. Talbert | 6–4, 6–4        |      |
| 1947 | Louise Brough Clapp John Bromwich           | Gussie Moran Pancho Segura                 | 6–3, 6–1        |      |
| 1946 | Margaret Osborne duPont William Talbert     | Louise Brough Clapp Robert Kimbrell        | 6–3, 6–4        |      |
| 1945 | Margaret Osborne duPont William Talbert     | Doris Hart Bob Falkenberg                  | 6–4, 6–4        |      |
| 1944 | Margaret Osborne duPont William Talbert     | Dorothy Bundy Donald McNeill               | 6–2, 6–3        |      |
| 1943 | Margaret Osborne duPont William Talbert     | Pauline Betz Pancho Segura                 | 10–6, 6–4       |      |
| 1942 | Louise Brough Clapp Ted Schroeder           | Patricia Todd Alejo Russell                | 3–6, 6–1, 6–4   |      |
| 1941 | Sarah Palfrey Cooke Jack Kramer             | Pauline Betz Robert Riggs                  | 4–6, 6–4, 6–4   |      |
| 1940 | Alice Marble Bobby Riggs                    | Dorothy Bundy Cheney Jack Kramer           | 9–7, 6–1        |      |
| 1939 | Alice Marble Harry Hopman                   | Sarah Palfrey Cooke Elwood Cooke           | 9–7, 6–1        |      |
| 1938 | Alice Marble Don Budge                      | Thelma Coyne Long John Bromwich            | 6–1, 6–2        |      |
| 1937 | Sarah Palfrey Cooke Don Budge               | Sylvia Henrotin Yvon Petra                 | 6–2, 8–10, 6–0  |      |
| 1936 | Alice Marble Gene Mako                      | Sarah Palfrey Cooke Don Budge              | 6–3, 6–2        |      |
| 1935 | Sarah Palfrey Cooke Enrique Maier           | Kay Stammers Roderich Menzel               | 6–4, 4–6, 6–3   |      |
| 1934 | Helen Jacobs George Lott                    | Elizabeth Ryan Lester Stoefen              | 4–6, 13–11, 6–2 |      |
| 1933 | Elizabeth Ryan Ellsworth Vines              | Sarah Palfrey Cooke George Lott            | 11–9, 6–1       |      |
| 1932 | Sarah Palfrey Cooke Fred Perry              | Helen Jacobs Ellsworth Vines               | 6–3, 7–5        |      |
| 1931 | Betty Nuthall Shoemaker George Lott         | Anna McCune Harper Wilmer Allison          | 6–3, 6–3        |      |
| 1930 | Edith Cross Wilmer Allison                  | Marjorie Morrill Frank Shields             | 6–4, 6–4        |      |
| 1929 | Betty Nuthall Shoemaker George Lott         | Phyllis Covell Henry W. Austin             | 6–3, 6–3        |      |
| 1928 | Helen Wills Moody John Hawkes               | Edith Cross Edgar Moon                     | 6–1, 6–3        |      |
| 1927 | Eileen Bennett Whittingstall Henri Cochet   | Hazel Hotchkiss Wightman Rene Lacoste      | 6–2, 6–0, 6–3   |      |
| 1926 | Elizabeth Ryan Jean Borotra                 | Hazel Hotchkiss Wightman Rene Lacoste      | 6–4, 7–5        |      |
| 1925 | Kathleen McKane Godfree John Hawkes         | Ermintrude H. Harvey Vincent Richards      | 6–2, 6–4        |      |
| 1924 | Helen Wills Moody Vincent Richards          | Molla Bjurstedt Mallory Bill Tilden        | 6–8, 7–5, 6–0   |      |
| 1923 | Molla Bjurstedt Mallory Bill Tilden         | Kitty McKane Godfree John B. Hawkes        | 6–3, 2–6, 10–8  |      |
| 1922 | Mary Browne Bill Tilden                     | Helen Wills Moody Howard Kinsey            | 6–4, 6–3        |      |
| 1921 | Mary Browne Bill Johnston                   | Molla Bjurstedt Mallory Bill Tilden        | 3–6, 6–4, 6–3   |      |
| 1920 | Hazel Hotchkiss Wightman Wallace F. Johnson | Molla Bjurstedt Mallory Craig Biddle       | 6–4, 6–3        |      |
| 1919 | Marion Zinderstein Vincent Richards         | Florence Ballin Bill Tilden                | 2–6, 11–9, 6–2  |      |
| 1918 | Hazel Hotchkiss Wightman Irving Wright      | Molla Bjurstedt Mallory Fred Alexander     | 6–2, 6–3        |      |
| 1917 | Molla Bjurstedt Mallory Irving Wright       | Florence Ballin Bill Tilden                | 10–12, 6–1, 6–3 |      |
| 1916 | Eleonora Sears Willis E. Davis              | Florence Ballin Bill Tilden                | 6–4, 7–5        |      |
| 1915 | Hazel Hotchkiss Wightman Harry Johnson      | Molla Bjurstedt Mallory Irving Wright      | 6–0, 6–1        |      |
| 1914 | Mary Browne Bill Tilden                     | Margaretta Myers J. R. Rowland             | 6–1, 6–4        |      |
| 1913 | Mary Browne Bill Tilden                     | Dorothy Green C. S. Rogers                 | 7–5, 7–5        |      |
| 1912 | Mary Browne R. Norris Williams              | Eleonora Sears William Clothier            | 6–4, 2–6, 11–9  |      |
| 1911 | Hazel Hotchkiss Wightman Wallace F. Johnson | Herbert Morris Tilden Edna Wildey          | 6–4, 6–4        |      |
| 1910 | Hazel Hotchkiss Wightman Joseph Carpenter   | Herbert Morris Tilden Edna Wildey          | 6–2, 6–2        |      |
| 1909 | Hazel Hotchkiss Wightman Wallace F. Johnson | Raymond Little Louise Hammond              | 6–2, 6–0        |      |
| 1908 | Edith Rotch Nathaniel Niles                 | Raymond Little Louise Hammond              | 6–4, 4–6, 6–4   |      |
| 1907 | May Sayers Wallace F. Johnson               | Natalie Wildey Herbert Morris Tilden       | 6–1, 7–5        |      |
| 1906 | Sarah Coffin Edward Dewhurst                | Margaret Johnson J. B. Johnson             | 6–3, 7–5        |      |
| 1905 | Augusta Schultz Clarence Hobart             | Elisabeth Moore Edward Dewhurst            | 6–2, 6–4        |      |
| 1904 | Elisabeth Moore Wylie C. Grant              | May Sutton F. B. Dallas                    | 6–2, 6–1        |      |
| 1903 | Helen Chapman Harry Allen                   | Carrie Neely W. H. Rowland                 | 6–4, 7–5        |      |
| 1902 | Elisabeth Moore Wylie C. Grant              | Elizabeth Rastall Albert L. Hoskins        | 6–2, 6–1        |      |
| 1901 | Marion Jones Raymond Little                 | Myrtle McAteer Dr. Clyde Stevens           | 6–4, 6–4, 7–5   |      |
| 1900 | Margaret Hunnewell Alfred Codman            | T. Shaw George Atkinson                    | 11–9, 6–3, 6–1  |      |
| 1899 | Elizabeth Rastall Albert Hoskins            | Jane Craven James P. Gardner               | 6–4, 6–0, ab.   |      |
| 1898 | Carrie Neely Edwin Fischer                  | Helen Chapman J. A. Hill                   | 6–2, 6–4, 8–6   |      |
| 1897 | Laura Henson D. L. Magruder                 | Maud Banks R. A. Griffin                   | 6–4, 6–3, 7–5   |      |
| 1896 | Juliette Atkinson Edwin Fischer             | Amy Williams Mantle Fielding               | 6–2, 6–3, 6–3   |      |
| 1895 | Juliette Atkinson Edwin Fischer             | Amy Williams Mantle Fielding               | 4–6, 8–6, 6–2   |      |
| 1894 | Juliette Atkinson Edwin Fischer             | Mrs. McFadden Gustav Remak, Jr.            | 6–3, 6–2, 6–1   |      |
| 1893 | Ellen Roosevelt Clarence Hobart             | Ethel Bankston Robert N. Willson, Jr.      | 6–1, 4–6, 10–6  |      |
| 1892 | Mabel Cahill Clarence Hobart                | Elisabeth Moore Rodmond V. Beach           | 6–1, 6–3        |      |

Pisos: 
      Duro 
      Saibro 
      Grama 
      Carpete 